# Bataille de la Stones River
Guerre de Sécession
Batailles
Campagne de la Stones River
- Hartsville
- Morgan's Christmas Raid
- Stones River

La bataille de la Stones River (appelée Murfreesboro par les Confédérés) se déroula du 31 décembre 1862 au 2 janvier 1863 au sud-est de Nashville pendant la guerre de Sécession. Le général sudiste Braxton Bragg qui commandait l'Armée du Tennessee voulait stopper l'avance des Unionistes de William Starke Rosecrans qui avançaient depuis Nashville (prise par les Nordistes dès le début de 1862, après la percée de Grant à Fort Henry et Fort Donelson). Le président sudiste Jefferson Davis avait intimé l'ordre à Bragg d'empêcher l'ennemi de pénétrer plus avant en territoire sudiste et plus particulièrement en Géorgie, état où l'on trouvait de nombreux arsenaux et d'importants nœuds de communications, vitaux pour les intérêts confédérés.

## Forces en présence
Forces de l'Union
- Armée de Cumberland commandée par le major général William Starke Rosecrans, composée de 29 brigades.

 Forces de la Confédération
- Armée du Tennessee commandée par le Général Braxton Bragg composée de 24 brigades.

## Prélude
L'offensive de Bragg dans le Kentucky ayant échoué en octobre (bataille de Perryville), le Sud était désormais sur la défensive. À la différence du théâtre de l'Est où Robert Lee malmenait l'ennemi depuis juin et gardait la capitale sudiste en sécurité, le théâtre de l'Ouest avait vu de nombreuses défaites sudistes et une progression nordiste menaçante. Le Mississippi menaçait d'être pris et la Confédération coupée en deux (seules les citadelles de Vicksburg et de Port Hudson tenaient encore). Une percée dans l'Est du Tennessee serait donc catastrophique et aurait également pour résultat de permettre aux Nordistes de contrôler une région connue pour ses sentiments anti-sécessionnistes.

## Première phase: l'attaque du 31 décembre
C'est donc avec cette pression que Bragg entreprit son offensive fin décembre 1862. Il devait repousser l'armée nordiste sous peine de voir la Confédération s'écrouler à plus ou moins brève échéance (lorsque les Nordistes prendront enfin pied en Géorgie avec la victoire de Chattanooga en novembre 1863, le Sud ne pourra alors que retarder l'inévitable : la chute d'Atlanta, la réélection de Lincoln et la défaite).
Bragg, avec 45 000 hommes attaqua les 60 000 nordistes de Rosecrans à l'ouest de Murfreesboro et les prit totalement au dépourvu. L'avancée sudiste fut fulgurante et les Yankees complètement bousculés. Une brigade sous les ordres du Nordiste Sheridan résista un temps, permettant au gros des troupes de Rosecrans de rétablir leurs lignes. Quoi qu'il en soit, les lignes nordistes avaient reculé de plusieurs kilomètres au soir du 31 décembre 1862.

## Deuxième phase: l'attaque du 2 janvier
Le 1er janvier ne vit aucun combat et il fallut attendre le 2 janvier 1863 et la fin de la trêve du nouvel an pour que Bragg relance son attaque. Il prévoyait de faire passer une partie de son armée à l'est de la Stone's River pour prendre de flanc l'aile gauche de son adversaire. Il chargea le corps d'armée de Breckinridge de cette attaque. Ancien candidat à la présidence face à Lincoln en 1860, Breckinridge était un homme politique plus qu'un soldat et devait ses étoiles à ses relations. Il finira Secrétaire d'État à la Guerre dans le gouvernement de Richmond. Néanmoins, il comprit tout de suite que l'attaque prévue par Bragg était vouée à l'échec et que ses hommes seraient décimés par le tir en enfilade des canons adverses. Comme pour lui donner raison, son attaque s'enlisa dès le départ et repoussé par l'artillerie nordiste avec de lourdes pertes, il dut repasser la Stone's River et revenir à ses positions de départ.

## Bilan
Rien n'avait bougé depuis l'avant veille et les Nordistes avaient tenu le terrain, refusant, malgré la « rossée » du premier jour de la bataille, de battre en retraite.
Rosecrans a perdu  13 000 hommes contre 10 000 pour Bragg. 
La bataille s'achève donc sur un statu quo mais quoique n'ayant pu détruire l'armée de Rosecrans, Bragg avait au moins réussi à l'arrêter et à retarder l'invasion de la Géorgie d'un an. Ses généraux lui en voulurent toutefois de ne pas avoir su exploiter ses succès du premier jour de la bataille et une mésentente s'installa au sein de ses commandants. Une mésentente qui devait faire régner un climat exécrable dans l'armée du Tennessee et culminer lors de la bataille de Chattanooga.

## Sources
- Cozzens, Peter, No Better Place to Die: The Battle of Stones River, University of Illinois Press, 1990,  (ISBN 0-252-01652-1).
- Eicher, David J., The Longest Night: A Military History of the Civil War, Simon & Schuster, 2001,  (ISBN 0-684-84944-5).
- Esposito, Vincent J., West Point Atlas of American Wars, Frederick A. Praeger, 1959. (Source for map data.)
- Foote, Shelby, The Civil War, A Narrative: Fredericksburg to Meridian, Random House, 1958,  (ISBN 0-394-49517-9).
- Hattaway, Herman, and Jones, Archer, How the North Won: A Military History of the Civil War, University of Illinois Press, 1983,  (ISBN 0-252-00918-5).
- McWhiney, Grady, Braxton Bragg and Confederate Defeat, Columbia University Press, 1969,  (ISBN 0-231-02881-4).
- McPherson, James M., Battle Cry of Freedom: The Civil War Era, coll. « Oxford History of the United States », vol. 6, Oxford University Press, 1988,  (ISBN 0-19-503863-0).
- Rosecrans, William S. Official Report from the Battle of Stones River, February 12, 1863.